# Anna Leszczyńska (1885–1961)
Anna Leszczyńska z domu Malinowska (ur. 8 grudnia 1885, zm. 12 września 1961) – polska rolniczka i Sprawiedliwa wśród Narodów Świata, która zorganizowała schronienie 13 uciekinierom z getta w Siemiatyczach.

## Życiorys
Anna z domu Malinowska zawarła związek małżeński z Bolesławem Leszczyńskim. W czasie okupacji niemieckiej mieszkała z mężem w przysiółku Bocianka niedaleko wsi Kajanka w okolicy Siemiatycz. Małżeństwo prowadziło gospodarstwo rolne. Miała trzech synów: Franciszka, Józefa i Stanisława. W listopadzie 1942 r., po rozpoczęciu likwidacji getta w Siemiatyczach przez Niemców, Leszczyńscy zdecydowali się udzielić schronienia sześciu zbiegłym stamtąd Żydom pochodzących ze znajomej im rodziny Feldmanów, a także rzeźnikowi rytualnemu Beniaminowi Fuchsowi i jego córce Cyporze. Miesiąc później do ukrywanych dołączył kolejny znajomy Leszczyńskich, garbarz Szlomo Mordka Grodzicki razem z rodziną: Rojzą, Rachelą, Miriam, i Mosze Grodzickimi (Kuperhand). Leszczyńska z rodziną zorganizowała ukrywanym dwie kryjówki. W sąsieku umieszczono Grodzickich, natomiast ziemianka służyła za schronienie dla Feldmanów i Fuchsów. Ze względów bezpieczeństwa wiosną 1943 r. Grodziccy musieli zostać przeniesieni do specjalnie w tym celu skonstruowanych w lesie ziemianek. Anna Leszczyńska udzielała wsparcia ukrywanym Żydom do zajęcia regionu przez Armię Czerwoną 22 lipca 1944 r. Wówczas 12 ocalałych z ukrywanych 13 opuściło kryjówki.
Anna Leszczyńska została uhonorowana przez Jad Waszem 18 listopada 1997 r. tytułem Sprawiedliwej wśród Narodów Świata. Razem z nią odznaczony został jej mąż, Bolesław Leszczyński, oraz synowie: Franciszek, Józef i Stanisław Leszczyńscy.
Ocaleni Miriam i Szaul Kuperhand napisali książkę „Shadows of Treblinka” opisującą ich losy podczas okupacji, w tym pomoc Leszczyńskiej.